# Амвросий Касарас
Амвросий (на гръцки: Αμβρόσιος, Амвросиос) е гръцки духовник, митрополит на Вселенската патриаршия и Църквата на Гърция.

## Биография
Роден е със светското име Касарас (Κασσαράς) в 1844 или в 1845 година на остров Калимнос. Завършва Семинарията на Халки в 1869 г. Заминава за Атина, където учи в църковното училище Ризарио. Преподава в Ираклио на Крит. В 1874 година става протосингел на Солунската митрополия. През март 1875 г. Епархийският синод на Солунската митрополия го избира в църквата „Свети Димитър“ за епископ на Йерисос и Света гора. Ръкоположен е на 16 март. През март 1877 година, по настояване на руския посланик в Цариград граф Николай Игнатиев, Амвросий е прехвърлен в Платамонската епископия. В 1878 година участва в Олимпийското въстание заедно с епископ Николай Лусис.
През 1881 година епископията е прехвърлена на подчинение от Солунската на Лариската митрополия. След присъединяването на Тесалия към Гърция в 1882 година, по-голямата част от епархията му остава в Османската империя. На 20 септември 1892 година на Светия синод на Църквата на Гърция предлага прехвърлянето на епископ Амвросий в Трикийската архиепископия, но не среща одобрението на министерството.
През януари 1900 година епископията е закрита и присъединена към вакантната Лариска, а Амвросий става митрополит на новопрекръстената Лариска, Платамонска и Фарсалска епархия на Църквата на Гърция. Участва в превода на Евангелието на димотики и в събитията от преврата в Гуди и така си спечелва врагове в Синода. На 27 януари 1910 година първоинстанционният синодален съд го осъжда на уволнение, потвърдено на 2 юли 1910 година от апелативния. Оттогава се оттегля в Мегало Кесерли. В 1911 година иска от министерството на вероизповеданията възстановяване на процеса и на 10 февруари 1917 година Светият синод го възстановява на катедрата му. Умира в края на април 1918 г. Погребан е в двора на църквата „Св. св. Константин и Елена“ в Сикурио.